# Atlantic (Pennsylvanie)
Pour les articles homonymes, voir Atlantic.
Atlantic est une census-designated place située dans le comté de Crawford en Pennsylvanie.

## Population
La population d'Atlantic était de 43 habitants en 2000, 77 en 2010.

## Édifices remarquables
Le pont de East Fallowfield (en) à Atlantic est un pont historique construit en 1894 et classé en 1988.